# Bengalon
Bengalon (indonez. Kecamatan Bengalon) – kecamatan w kabupatenie Kutai Timur w prowincji Borneo Wschodnie w Indonezji.
Kecamatan ten leży od wschodu nad wodami Cieśniny Makasarskiej. Od północy graniczy kecamatanami Karangan, Kaubun i Kaliorang, od południa z kecamatanami Sangatta Utara i Rantau Pulung, a od zachodu z kecamatanami Kongbeng, Muara Wahau i Telen.
W 2010 roku kecamatan ten zamieszkiwały 22 698 osoby, z których 11 169 stanowiła ludność miejska, a 11 529 wiejska. Mężczyzn było 12 430, a kobiet 10 268. 20 349osób wyznawało islam, a 1902 chrześcijaństwo.
Znajdują się tutaj miejscowości: Keraitan, Muara Bengalon, Sekerat, Sepaso Barat, Sepaso Induk, Sepaso Selatan, Sepaso Timur, Tebangan Lebak, Tepian Baru, Tepian Indah, Tepian Langsat.